# БК Полтава-Баскет
БК Полтава-Баскет - це жіночий баскетбольний клуб, який було засновано в 2015 році. Ідея створення клубу належить Тетяні Зозулі та Юлії Старих, яка стала граючим тренером команди. Команда є прямою спадкоємицею баскетбольного клубу «Полтавщина», який зіграв кілька сезонів у першій лізі чемпіонату України і був розформований через відсутність коштів. Основу клубу складають баскетболістки які раніше грали в «Полтавщині» та молоді вихованки полтавської СДЮСШОР№2. Майже всі дівчата в команді є вихованками тренера Тетяни Тонченко

## Сезон 2015-2016
Директорат чемпіонату України на своєму засіданні 20 жовтня 2015 року ухвалив рішення включити до жіночої ліги нову команду "Полтава-баскет". Вона замінила у чемпіонаті України тернопільський "Універ", який грав в Студентській лізі. Загалом чемпіонат проходив у два етапи. На першому команди розділили на чотири групи по чотири команди в кожній. На другому етапі було вирішено зробити два дивізіони «А» і «Б». В дивізіон «А» виходили по дві найкращі команди з групи, в дивізіон «Б» - по дві найгірші. Команда "Полтава-Баскет" на першому етапі грала в групі "Б", де її суперницями були київське "Динамо-НПУ", дніпропетровська СДЮСШОР № 5 і "Вінницькі Блискавки". Команда програла всі шість зустрічей і потрапила на другому етапі чемпіонату в дивізіон «Б».  Тут полтавки із 14 проведених зустрічей виграли 5 і посіли шосте місце.

### Склад команди в сезоні 2015-2016
Команда брала участь в чемпіонаті України 2015-2016 в такому складі
| Ігровий номер | Прізвище та ім’я     | Ігрове амплуа |
| ------------- | -------------------- | ------------- |
| 5             | Марія Волкова        | форвард       |
| 6             | Анна Степаненко      | форвард       |
| 7             | Ангеліна Захожай     | форвард       |
| 8             | Юлія Старих          | захисник      |
| 9             | Ольга Шоно           | захисник      |
| 10            | Христина Ярич        | захисник      |
| 11            | Валерія Десятник     | форвард       |
| 12            | Марина Таран         | форвард       |
| 13            | Олена Кривобок       | форвард       |
| 15            | Катерина Калініченко | центрова      |
| 23            | Тетяна Зозуля        | центрова      |

## Сезон 2016-2017
В сезоні 2016-2017 Федерація баскетболу розділила жіночий чемпіонат на дві ліги - Вищу і Суперлігу. У Вищій лізі бере участь одразу дві полтавські команди – «Полтава-Баскет» і БК Полтава.
БК «Полтава-баскет» перед початком розіграшу суттєво підсилився, запросивши до своїх лав вихованку полтавського баскетболу, учасницю чемпіонату Європи  U20 2015 року Надію Телешик. Молода, але вже доволі досвідчена Телешик провела два попередні сезони у складі бердянської «Чайки» і ще один у складі БК «Єлизавет-Баскет-2» з Кропивницького, за який грала в сезоні 2013-2014.

### Діючий склад команди
| Ігровий номер | Прізвище та ім’я   | Ігрове амплуа |
| ------------- | ------------------ | ------------- |
| 4             | Христина Ярич      | захисник      |
| 5             | Анна Степаненко    | форвард       |
| 7             | Ангеліна Захожай   | форвард       |
| 8             | Валерія Десятник   | форвард       |
| 9             | Ольга Шоно         | захисник      |
| 10            | Юлія Старих        | захисник      |
| 11            | Надія Телешик      | форвард       |
| 12            | Юлія Ліберова      | форвард       |
| 13            | Олена Кривобок     | форвард       |
| 14            | Олександра Сурмило | форвард       |
| 21            | Тетяна Зозуля      | центрова      |
| 23            | Марина Таран       | форвард       |

## Зовнішні посилання
1. Офіційний сайт баскетбольного клубу Полтава-Баскет. Режим доступу: http://poltava-basket.simplesite.com/ [Архівовано 3 березня 2017 у Wayback Machine.]
2. Офіційна сторінка БК в соціальній мережі Facebook. Режим доступу: https://www.facebook.com/groups/451464594977347/